# Acanthistius
Acanthistius is een geslacht van straalvinnige vissen uit de familie van zaag- of zeebaarzen (Serranidae). Het geslacht is voor het eerst wetenschappelijk beschreven in 1862 door Gill.

## Soorten
De volgende soorten zijn bij het geslacht ingedeeld:
- Acanthistius brasilianus (Cuvier, 1828) – Argentijnse zeebaars
- Acanthistius cinctus (Günther, 1859)
- Acanthistius fuscus (Regan, 1913)
- Acanthistius joanae (Heemstra, 2010)
- Acanthistius ocellatus (Günther, 1859)
- Acanthistius pardalotus (Hutchins, 1981)
- Acanthistius patachonicus (Jenyns, 1840)
- Acanthistius paxtoni (Hutchins & Kuiter, 1982)
- Acanthistius pictus (Tschudi, 1846)
- Acanthistius sebastoides (Castelnau, 1861)
- Acanthistius serratus (Cuvier, 1828)